# Mihallaq Luarasi
Mihallaq Luarasi też jako: Mihal Luarasi (ur. 16 września 1929 w Korczy, zm. 30 października 2017 w Tiranie) – albański reżyser teatralny.

## Życiorys
Pochodził z rodziny robotniczej, był synem Aleksa i Marianthi. W dzieciństwie przeniósł się wraz z rodziną do Tirany. Tam też ukończył liceum artystyczne Jordan Misja. Studiował reżyserię teatralną w Akademii Teatru i Filmu w Budapeszcie. W 1957 zadebiutował w roli reżysera wystawiając dramat Friedricha Schillera Intryga i miłość na deskach Teatru Ludowego w Tiranie (spektakl ten wystawiono 300 razy na scenie narodowej).
W 1968 wyreżyserował spektakl Njolla të murrme (Szare plamy), wystawiony przez teatr z Korczy, który otrzymał kilka nagród na festiwalach teatralnych. W 1972, w czasie czystki w środowiskach twórczych autorzy spektaklu: Minush Jero i Mihallaq Luarasi zostali oskarżeni o działalność antypaństwową i aresztowani. Luarasi został aresztowany 11 lipca 1973. W grudniu 1973 Sąd Okręgowy w Tiranie skazał Luarasiego na 8 lat więzienia. Po uwolnieniu pracował jako malarz aż do 1990.
W grudniu 1990 wyjechał na Węgry. W Budapeszcie wyreżyserował dramat Rexhepa Qosji Vdekja e një mbretëreshe, który był wystawiany do 1992. W 1995 rozpoczął ponownie współpracę z Teatrem Narodowym w Tiranie, gdzie reżyserował dramat Hekurat Arpada Göncza. W kolejnych latach reżyserował kilka sztuk wystawianych przez Teatr Opery i Baletu (Carmen, Traviata, Opera za trzy grosze). W 2001 ostatecznie powrócił do Albanii.
W czasie pobytu na Węgrzech napisał serię artykułów o tematyce teatralnej do prasy węgierskiej. W 2003 ukazała się jego książka Teatri Kombëtar në udhëkryq (Teatr Narodowy na rozdrożu), a w 2005 kolejne jego dzieło o tematyce teatralnej Kujtesa që nuk fle.
Był mężem aktorki i śpiewaczki Edi Luarasi, miał dwoje dzieci.

## Publikacje
- 2003: Teatri Kombëtar në udhëkryq
- 2006: Kujtesa qe nuk fle: shkrime për teatrin dhe arte të tjera